# Portulaca stellulato-tuberculata
Portulaca stellulato-tuberculata är en portlakväxtart som beskrevs av V. Poelln. Portulaca stellulato-tuberculata ingår i släktet portlaker, och familjen portlakväxter. Inga underarter finns listade i Catalogue of Life.